# Теорема Боголюбова — Парасюка
Теорема Боголюбова — Парасюка утверждает, что перенормированные функции Грина и матричные элементы матрицы рассеяния в квантовой теории поля свободны от ультрафиолетовых расходимостей. Доказана Н. Н. Боголюбовым и О. С. Парасюком в 1955 году. Впоследствии более простое доказательство теоремы было дано также в работе Аникина, Завьялова, Поливанова.

## Значение в квантовой теории поля
Теорема гарантирует конечность вычисляемых по теории возмущений функций Грина и матричных элементов матрицы рассеяния, устанавливает математическую корректность процедуры вычитания ультрафиолетовых расходимостей и гарантирует однозначность получаемых результатов в перенормируемых моделях квантовой теории поля.
Полностью решает вопрос о вычитании всех расходимостей в любом произвольно высоком порядке теории возмущений и даёт конкретный рецепт такого вычитания в виде R-операции.